# O Clube dos Jardineiros de Fumaça
O Clube dos Jardineiros de Fumaça é um romance brasileiro escrito por Carol Bensimon e publicado pela editora Companhia das Letras em 2017.
O livro conta a história de Arthur Lopes, um professor brasileiro que sai do país após ser demitido por cultivar maconha para ajudar no tratamento de sua mãe, que acaba morrendo de câncer. Ele se muda para Mendocino, uma pequena cidade na costa da Califórnia (Estados Unidos), cuja principal atividade econômica é relacionada ao cultivo da maconha medicinal. Para criar a ambientação do livro, a autora visitou regularmente a cidade entre 2012 e 2017 e conheceu diversas histórias de produtores que viviam à beira da ilegalidade (apesar do consumo da erva para fins medicinais ser permitido na Califórnia desde 1996, a produção da erva ainda estava à margem da lei).
Em 2018, o livro ganhou o Prêmio Jabuti na categoria "Romance" e foi finalista do Prêmio São Paulo de Literatura. No ano seguinte, foi também finalista do Prêmio Açorianos.